# Luiz Augusto Facchini
Luiz Augusto Facchini (Pelotas, RS, 22 de outubro de 1953) é um médico, professor e pesquisador brasileiro dedicado à atenção primária à saúde (APS), sendo reconhecido por suas contribuições em pesquisa de avaliação em saúde e epidemiologia.
Realizou graduação em Medicina na Universidade Federal de Santa Maria (1979). No México, cursou mestrado em Medicina Social, na Universidad Autónoma Metropolitana Xochimilco (1986). Posteriormente, concluiu doutorado em Ciências Médicas pela Universidade Federal do Rio Grande do Sul (1994), sob orientação de Cesar Victora, e pós-doutorado em Saúde Internacional, na Harvard School of Public Health (1997), em Boston, EUA.
Entre 1979 e 2018, foi professor da Faculdade de Medicina da Universidade Federal de Pelotas, onde chefiou o Departamento de Medicina Social. No período de janeiro de 2001 a fevereiro de 2003, foi Secretário de Saúde do município de Pelotas, durante o mandato de Fernando Marroni (PT). Entre 2009 e 2012, foi presidente da Associação Brasileira de Saúde Coletiva (ABRASCO) e, atualmente, lidera a Rede de Pesquisa em Atenção Primária à Saúde (Rede APS). Foi um dos criadores e coordenadores do "Mestrado Profissional em Saúde da Família" (ProfSaúde), um programa de pós-graduação stricto sensu inovador, lançado em 2015, cujo curso é oferecido por uma rede integrada de instituições públicas de ensino superior de todo o Brasil.
Participou da elaboração, desenvolvimento e avaliação de importantes iniciativas governamentais, como o Programa Nacional de Melhoria do Acesso e da Qualidade da Atenção Básica (PMAQ-AB), o Programa Mais Médicos (PMM) e a reformulação da Política Nacional de Atenção Básica (PNAB). Além disso, coordenou o Censo das Unidades Básicas de Saúde, um levantamento nacional realizado em 2024 pelo Ministério da Saúde com a finalidade de identificar as condições estruturais e a oferta de procedimentos e serviços nas unidades básicas do Sistema Único de Saúde de todo o Brasil.
Em 2001, durante sua gestão na Secretaria de Saúde, o município de Pelotas ganhou o "Prêmio David Capistrano Filho - Experiências Exitosas na Área de Saúde Mental no SUS", criado pela Coordenação da Política Nacional de Humanização do Ministério da Saúde. Em 2017, recebeu a "Homenagem Especial a Expoentes da Epidemiologia Brasileira" da ABRASCO.